# Eclipse (Jade Warrior)
Eclipse was het beoogde vierde studioalbum van Jade Warrior. 
Na het relatieve succes van Last autumn's dream mocht Jade Warrior van Vertigo Records opnieuw de Nova geluidsstudio in om een opvolger op te nemen. Jade Warrior wilde verder experimenteren (in welke richting dan ook) en kwam daarbij in botsing niet alleen met het platenlabel maar ook met zichzelf. Er werd een hoeveelheid muziek opgenomen voor een dubbelelpee, maar uiteindelijk belandden alle opnamen op de plank. Echter gedurende een aantal jaren na de beoogde uitgave verschenen nummers op verzamelalbums van Vertigo waardoor Eclipse een status kreeg van is het album er nu wel of niet. In 1998 verscheen het eindelijk in eigen beheer. Na de opnamen en de bijbehorende (afgebroken) Amerikaanse tournee en ook een optreden in Nederland ontstond er wrijving in de band en Jade Warrior werd tijdelijk opgeheven.Tony Duhig en Field startten in 1974 een nieuwe versie. 

## Musici
- Tony Duhig – gitaar
- Jon Field – percussie, dwarsfluit
- Glyn Havard – basgitaar, zang
- David Duhig – gitaar
- Allan Price – slagwerk

## Muziek
Alle van Jade Warrior

| Nr. | Titel              | Duur |
| --- | ------------------ | ---- |
| 1.  | English morning    | 4:21 |
| 2.  | Sanga              | 4:01 |
| 3.  | Too many heroes    | 4:41 |
| 4.  | Song for a soldier | 6:05 |
| 5.  | Maenga sketch      | 8:35 |
| 6.  | Holy roller        | 3:24 |
| 7.  | House of dreams    | 8:08 |